# Benjamin Faya
Benjamin Fayah, artiestennaam van Roché Pinas, is een Surinaams zanger. Hij zingt vooral in de stijlen reggae en dancehall. Meerdere hits bereikten de nummer 1-positie en in 2016 was hij de winnaar van SuriPop.

## Biografie

### Achtergrond
Pinas is rond 1988/1989 geboren. Hij groeide op in een gezin met zeven kinderen, en is zelf getrouwd, met drie kinderen. Van zijn werkgever krijgt hij de ruimte om te werken aan zijn muziekcarrière en kan hij afwezig zijn voor muziekreizen naar het buitenland.
Als kind haalde hij op school hoge cijfers voor zingen. Muzikaal werd hij geïnspireerd door Powl Ameerali uit eigen land en verder door Amerikaanse pop- en Jamaicaanse reggae-artiesten. Hij zingt voornamelijk in de stijlen reggae en dancehall, maar maakt ook uitstappen naar andere genres. Zo rapte hij rond 2016 in het nummer Turn up van Kevin Cruickzz, kwam hij in 2017 met Skitzz en Lodilikie met het afronummer Fika yu en nam hij in 2018 het housenummer Never give up op. In 2020 bracht hij voor het eerst een Nederlandstalig nummer uit, getiteld Je bent van mij.
Rond 2015 begon zijn muziekloopbaan op gang te komen. Hij trad dat jaar op tijdens Poetry & Beyond en in 2015 en 2016 was hij in Frans-Guyana te horen op het Cayenne Reggae Festival. Rond deze tijd had hij verschillende keren een nummer 1-hit, waaronder met Heartbreaker dat hij voor zijn vrouw zong.

### Doorbraak
In 2016 kwam zijn grote wens uit om op te treden tijdens SuriPop en zong hij meteen het winnende nummer, Yu kori mi ati, geschreven door Xaviera Spong. Hierna stegen het aantal aanbiedingen om op te treden in het buitenland. Tegenover zijn fans verontschuldigde hij zich dat hij zich daarop wilde focussen omdat optredens in Suriname alleen te weinig inkomsten op zouden leveren om van te leven. Zijn grootste droom is het om een keer in Madison Square Garden in New York op te treden.
In 2017 sloot hij met de Mega Vibes Band het Kwaku Summer Festival af en daarnaast trad hij op tijdens het Reggae Lake Festival in Amsterdam. In Suriname was hij te horen tijdens de Dobru Neti (Dobru Nacht). Hij was een van de Surinaamse artiesten die met Nick & Simon een concert gaven bij 't Vat, dat opgenomen werd voor de Nederlandse televisie. Daarnaast werd hij gevraagd voor het kerstconcert van De Surinaamsche Bank (DSB).
In 2018 maakte hij deel uit van de SuriToppers met wie hij vier concerten gaf in Nederland. In hetzelfde jaar werkte hij voor het eerst samen met de Nederlandse urban/kawina-band PASSION en leverde hij twee nummers voor hun nieuwe ep. Daarnaast bleef hij optreden in eigen land, waaronder tijdens evenementen als Ketikoti en het Heerenstraat Festival. Ook speelde hij in januari 2020 mee tijdens het benefietconcert voor de zorgkosten van zangeres Sisa Agi.
Hij zou in 2020 opnieuw deel uitmaken van de SuriToppers, maar de optredens werden vanwege de coronacrisis geannuleerd. Hij bleef wel platen uitgeven en medio 2020 stond hij met Carter op 1 met het nummer Silence. In 2021 was hij voor een promotour in Guyana. Via het buurland van Suriname wil hij met Engelstalige liedjes proberen door te breken in de Caraïben. Met de in Nederland wonende Surinaamse zanger Furge nam hij Waka op dat een nummer 1-hit werd in Suriname.